# Juno Beach
Juno Beach var kodnamnet för en av de fem landsättningsplatserna vid invasionen av Normandie på D-dagen, 6 juni 1944, under Andra världskriget.
Stranden Juno Beach låg mellan Sword Beach och Gold Beach. Den kallades även för "den kanadensiska stranden" på grund av att den kanadensiska 3rd Canadian Infantry Division tillsammans med 2nd Canadian Armoured Brigade hade som uppgift att inta stranden. Strandremsan som Juno Beach bestod av sträckte sig från Saint-Aubin-sur-Mer i öst till halvvägs mellan de franska samhällena La Rivière-Saint-Sauveur och Courseulles-sur-Mer i väst. Under invasionens första fas inordnades de kanadensiska styrkorna under I Corps och fick inte kanadensiskt befäl förrän i juli 1944 när den kanadensiska II Canadian Corps aktiverades i Normandie.

## Mål
Efter Omaha Beach var Juno den tyngst försvarade av de fem landstigningsplatserna under D-dagen. Den tyska 716. divisionen som försvarade området leddes av general Wilhelm Richter. De hade tillgång till 11 tunga batteri med 155 mm-artilleripjäser, samt nio medeltunga batteri med 75 mm-pjäser. Bunkrar och andra fortifikationer fanns utplacerade längs stranden, mest koncentrerat vid Courseulles-sur-mer-regionen. Vallen mot sjön, som var kraftigt minerad, var dubbelt så hög på Juno som den på Omaha. 716. divisionen bestod i huvudsak av pojkar under 18 år och män över 35, samt försvagade skadade veteraner från östfronten vilket gjorde det något enklare för de invaderande kanadensiska soldaterna.

## Bombardemang
Luftbombardemang som riktades mot Juno Beach dagarna innan D-dagen orsakade inga större förluster för de tyska posteringarna på stranden. Bombardemang från flottan, som pågick från kl. 6.00 till 7.30, lyckades endast förstöra 14 % av bunkrarna på stranden. Tyskarna fick även på grund av väderförhållandena en halvtimma att omgruppera mellan bombardemanget av stranden och landsättningen av de kanadensiska trupperna.
Kryssarna HMS Belfast och HMS Diadem från Force J var avdelade som tungt eldunderstöd. Dessutom var elva jagare avdelade som eldunderstöd, dessa skulle beskjuta mindre artilleriposteringar och bestrycka stranden med eld i syfte att hindra tyska trupper att bemanna strandförsvaret. Ett antal olika konverterade landstigningsfarkoster sattes även in som eldunderstöd under landstigningen. LCG(L) var ombyggda Landing Craft Tank försedda med två 4,7 tums snabbeldskanoner, åtta Oerlikon 20 mm luftvärnskanoner och två 2-punds pom-poms. Dessa skulle ge understöd med direktverkande eld på samma sätt som jagarna. Åtta stycken  LCT(R) som var ombyggda Landing Craft Tank med raketramper för 1066 stycken RP-3 raketer som kunde avfyras i en salva, sattes in för att bombardera stranden innan landstigningen.

## Landstigningen
Juno Beach var uppdelad i två sektorer; "Mike" åt väst och "Nan" åt öst. 7. brigaden, understödd av kanadensiska 6. pansarregementet (1st Hussars), hade uppgiften att inta sektor "Mike". 8. brigaden, understödd av kanadensiska 10. pansarregementet (The Fort Garry Horse), landsteg i sektor "Nan". 9. brigaden var reserver.
Under första timman av landsättningen på Juno Beach led de kanadensiska styrkorna ca 50 % förluster. När de hade säkrat stranden fram till sjöväggen (ca en timma efter att de lämnat transportfartygen) började de avancera i rask takt inåt land, där tyskarnas försvar var lättare än det som amerikanerna vid Omaha Beach mötte. Vid middagstid hade hela 3. divisionen landsatts och de främsta enheterna hade avancerat flera kilometer inåt land för att inta broarna över floden Seulles. Kl. 18.00 hade de intagit staden Saint-Aubin-sur-Mer. En tropp ur 6. pansarregementet nådde tillsammans med de så kallade "Queen's Own Rifles" sitt mål innan skymning. De hade då rört sig 15 km inåt land och korsat Caen-Bayeux-vägen. De fick dock dra sig tillbaka då de hade passerat infanteriet som skulle understödja dem. Vid D-dagens slut hade 3. divisionen penetrerat längre in i Frankrike än någon annan allierad styrka. Däremot stannades styrkan upp i flera veckor då enheter från två tyska pansardivisioner gjorde motattacker.
Ingen av D-dagens invasionsstyrkor, inklusive kanadensiska 3. divisionen, lyckades säkra sina mål inåt landet, men de kanadensiska kom närmast av alla allierade formeringar. När dagen efter D-dagen var slut kunde de kanadensiska styrkorna sluta upp med de brittiska vid Sword Beach.
Juno Beach-centret (The Juno Beach Centre) vid Courseulles-Sur-Mer är ett minnesmärke till de kanadensiska befrielsestyrkornas insatser under landsättningen.